# Claude Lefort
Claude Lefort, född 21 april 1924 i Paris, död 3 oktober 2010 i Paris, var en fransk politisk filosof, aktivist, författare och professor. Han var under en period direktor för École des hautes études en sciences sociales (EHESS). Lefort var därtill medgrundare av den revolutionära organisationen Socialisme ou Barbarie.

## Biografi
Claude Lefort föddes i Paris år 1924. Han var i unga år politiskt aktiv och bildade en fraktion av Parti Communiste Internationaliste vid Lycée Henri-IV.
År 1946 bildade Lefort tillsammans med Cornelius Castoriadis Chaulieu–Montal-tendensen i opposition mot PCF. Chaulieu–Montal står för deras respektive pseudonymer: Pierre Chaulieu (Castoriadis) och Claude Montal (Lefort). Chaulieu–Montal kritiserade bland annat Sovjetunionens för att avvika från kommunismens ursprungliga idé. Två år senare bildade de Socialisme ou Barbarie, en radikal frihetlig socialistisk gruppering. Med tiden blev dock Lefort alltmer missnöjd med gruppens inriktning och grundade år 1958 Informations et correspondances ouvrières (ICO) med bland andra Henri Simon. ICO hade bland annat som målsättning att samla de arbetare som inte längre hade förtroende för traditionella partier eller fackföreningar.